# Hypocala toana
Hypocala toana là một loài bướm đêm trong họ Noctuidae.